# Ödön Jakab

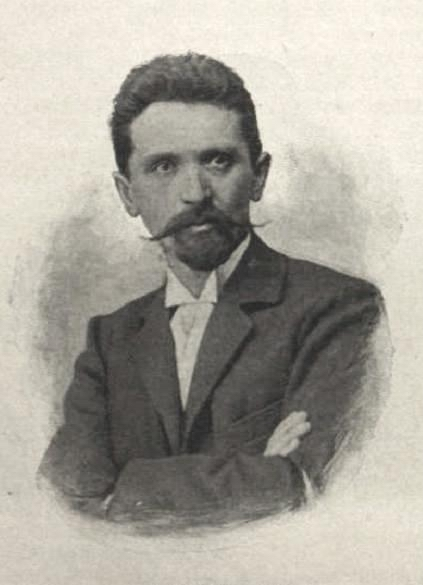
Ödön Jakab

Ödön Jakab, född 26 juli 1854 i Vadasd, död 5 mars 1931 i Budapest, var en ungersk författare. 
Jakab författade på grundval av gamla sägner och i folklig stil episka dikter om kungasonen Argirus (1895) och Szilágyi és Hajmási (Szilágyi och Hajmási; 1899), samt utgav flera lyriska diktsamlingar, romaner, novellsamlingar och dramer. Särskild popularitet vann på sin tid hans szeklerberättelser Székely históriák (1884).